# Kroz pustinju i prašumu
Kroz pustinju i prašumu (polj. W pustyni i w puszczy) je avanturistički roman poljskog pisca Henrika Sjenkjeviča.

## Sažetak
- Vrsta djela: avanturistički roman
- Vrijeme radnje: kraj 19. veka
- Mjesto radnje: Port Said, Egipat
- Likovi: Nela, Staša, Idris, Gebr, Hamis, Kali, Linde, Kobila, Ćunica

## Radnja
Sredinom devetnaestog veka na području Sueckog kanala radi gospodin Rauilson sa svojim kolegom Vladislavom Trkovskim. Obojica imaju djecu, Nelu od osam, i Stašu,od četrnaest godina. Nela i Staša imaju jako dobar prijateljski odnos te skoro svo vrijeme provode zajedno.
Njihovi očevi često moraju odlaziti na putovanja u unutrašnju Afriku tako da djecu čuva debela služavka Dina i kućna učiteljica gđa Oliver. Prije Božića očevi dobivaju zadatak da ocijene radove na dalekom jugu Egipta.
Obzirom da u južnom dijelu Egipta i Sudanu vladaju građanski ratovi, ostavljaju djecu u Kairu i kazuju im kako će i oni krenuti za njima, nakon što prođu najjače borbe. Tako je i bilo, nakon tri mjeseca djeca su sa svojim služavkama krenuli prema Medinetu u kojem su se nalazili njihovi očevi.
Gospođa Oliver se razboljeva i ne nastavlja putovanje sa njima. Nedugo zatim djeca upadaju u svoje prve nevolje. Otimaju ih Arapi Idris i Gebr, po želji Fatime, koja u njima vidi idealnu otkupninu za tada zarobljenu njenu i Smainovu djecu (Smain je bio saradnik derviškog vladara Mahdija). Kako je Staša bio svestran uz sebe je imao lovačku pušku, koja je tada bila rijetkost u tom dijelu Afrike.
U jednoj situaciji u kojoj im je lav prepriječio put, Staša je, nakon što je ubio lava, ubio i dva Arapa koji su ih oteli. Ali, ovde mukama mladih junaka nije kraj. Na nepovoljnom terenu umalo da nisu umrli od žeđi. Spasili su ih stvari koje su našli kod švajcarskog lovca Lindea. Djecu na kraju knjige pronalazi Glen koji je bio dobar prijatelj sa njihovim očevima, te ih srećno dovodi u okrilje roditelja.

## Spoljašnje veze
- Tekst romana na projektu Gutenberg